# 天竺山镇
天竺山镇，是中华人民共和国陕西省商洛市山阳县下辖的一个乡镇级行政单位。
2015年，陕西省民政厅批复同意将法官镇的碥头溪、石窑子、僧道关、铜塔沟4个村划归天竺山镇。

## 行政区划
天竺山镇下辖以下地区：
三宫殿村、刘家沟村、长沟村、三槐村、东坡村、西坡村、柳山坡村、阳坡村、湾坪村、板仓沟村、石窑子村、铜塔沟村、碥头溪村和僧道关村。